# Renata Cury Farha
Renata Cury Farha Palmieri (São Paulo, 17 de julho de 1981) é uma hoteleira brasileira. Formou-se em hotelaria pelo Serviço Nacional de Aprendizagem Comercial (SENAC), em sua cidade natal.
Iniciou-se no mercado de trabalho em 2000, ainda durante seus estudos acadêmicos, atuando como recepcionista na rede de hotéis brasileira Blue Tree Hotels, na unidade Blue Tree Premium Paulista, SP.
Teve uma breve passagem nos hotéis Hilton São Paulo e Matsubara em 2005, quando, finalmente, ainda no final deste mesmo ano, ingressou na Rede Accor no Hotel Sofitel São Paulo Ibirapuera, na área de guest relations. Em 2006, passou atuar como concierge, sua área de vocação e foco de trabalho. Realizou alguns treinamentos voluntários, tais como em 2006, em Montreal, Canadá, no Sofitel; e em 2010, no Rio de Janeiro, Brasil, no Sofitel Copacabana.
Em fevereiro de 2009, foi a primeira mulher no Estado de São Paulo que recebeu o título internacional de Les Clefs d'Or . O prêmio é dado pela organização mundial, que credencia concierges de todo o mundo. Participou de dois congressos nacionais, realizados no Rio de Janeiro, nos anos de 2010 e 2011. Participou de seu primeiro Congresso Internacional da Les Clefs d'Or, em abril de 2011, realizado em Toronto, Canadá.
Casou-se, em São Paulo, em 9 de julho de 2011, com Ricardo Antonio Palmieri.
Em 2012, ingressou no Hotel Unique.
Além disso, ainda em 2012, passou a Diretora Região São Paulo da Associação Brasileira de Concierges.
Renata esteve na mídia e foi tema de reportagem em algumas publicações, na Revista Veja São Paulo, Revista Cláudia, Revista Viaje Mais, no Jornal do Comércio de Pernambuco, Revista Brasil-França, e na internet no Hotelier News.